# NGC 6054
NGC 6054 هي مجرة تتبع كوكبة الجاثي. اكتشفها لويس سويفت في 27 يونيو 1886.

## روابط خارجية
- NGC 6054 على موقع ويكي سكاي: DSS2, SDSS, GALEX, IRAS, Hydrogen α, X-Ray, Astrophoto, Sky Map, Articles and images